# Маякское сельское поселение (Краснодарский край)
Маякское сельское поселение — муниципальное образование в составе Отрадненского района Краснодарского края России.
В рамках административно-территориального устройства Краснодарского края ему соответствует Маякский сельский округ.
Административный центр — посёлок Маяк.

## География
Площадь поселения — 91,94 км².

## Население
| 2010 | 2012 | 2013 | 2014 | 2015 | 2016 | 2017 |
| ---- | ---- | ---- | ---- | ---- | ---- | ---- |
| 505  | ↗506 | ↗508 | ↘502 | ↗544 | ↘542 | ↘537 |
| 2018 | 2019 | 2020 | 2021 | 2023 |      |      |
| ↗548 | ↗565 | ↘563 | ↘525 | ↘515 |      |      |

## Населённые пункты
В состав сельского поселения (сельского округа) входят 3 населённых пункта:
| № | Населённый пункт | Тип населённого пункта | Население (чел.) |
| - | ---------------- | ---------------------- | ---------------- |
| 1 | Маяк             | посёлок                | ↘367             |
| 2 | Весёлый          | посёлок                | ↗74              |
| 3 | Донской          | посёлок                | ↗64              |